# Hale (Missouri)
Hale – miasto w Stanach Zjednoczonych,  w północnej części stanu Missouri, w hrabstwie Carroll.
Liczba mieszkańców w 2000 roku wynosiła 464.

## Klimat
Miasto leży w strefie klimatu kontynentalnego, wilgotnego, z gorącym latem, i surową zimą, należącego według klasyfikacji Köppena do strefy Dfa. Średnia temperatura roczna wynosi 12,1°C, a opady 929,6 mm (w tym do 49,0 cm opadów śniegu). Średnia temperatura najcieplejszego miesiąca - lipca wynosi 25,3°C, natomiast najzimniejszego -3,1°C. Najniższa zanotowana temperatura wyniosła -32,2°C a najwyższa 43,3°C. Miesiącem o najwyższych opadach jest maj o średnich opadach wynoszących 121,9 mm, natomiast najniższe opady są w lutym i wynoszą średnio 30,5  mm.